# Balabäy Ağayev
Balabäy Ağayev (azerbajdzjanska: Balabəy Azər oğlu Ağayev), född 30 september 1998, är en azerisk judoutövare.

## Karriär
Vid EM 2024 i Zagreb tog Ağayev silver i 60 kg-klassen efter en finalförlust mot spanske Francisco Garrigós.